# サンダカン八番娼館 望郷
『サンダカン八番娼館 望郷』（サンダカンはちばんしょうかん ぼうきょう）は、1974年の日本映画。熊井啓監督。東宝＝俳優座提携作品。女性虐待を通して日本資本主義の恥部を抉る。

## 概要
原作はノンフィクション作家・山崎朋子の『サンダカン八番娼館-底辺女性史序章』（初版1972年）。
映画でも、太平洋戦争後、天草で貧しい暮らしをおくる元「からゆきさん」の姿と、その回想のなかで語られる過去のボルネオの娼館での暮らし、そして現在のボルネオに残るからゆきさんの墓を訪ねるくだりなどが原作に忠実に描かれている。戦後、「戦前期日本の恥部」として一般に知られることが少なかったからゆきさんの実像を描き出したとして、原作・映画とも、さまざまな問題を投げかけた話題作であった。本作で田中絹代は第25回ベルリン国際映画祭銀熊賞 (女優賞)を受賞し、作品も第48回アカデミー賞で黒澤明監督作品『デルス・ウザーラ』（ソ連代表）と共に外国語映画賞にノミネートされた（受賞は『デルス・ウザーラ』）。また日中国交回復を記念して中国全土で上映された他、東南アジアやヨーロッパ各地でも上映された。

## あらすじ
日本の女性の近代史を研究している三谷圭子は、旅行中の天草で偶然、おサキさんという老婆と知り合う。現在貧しい暮らしをおくる彼女が、ボルネオに出稼ぎしていた元「からゆきさん」であることを知った三谷は、おサキさんの家に泊めてもらい、その半生を聞き、書き取る。

## キャスト
- 三谷圭子：栗原小巻
- 北川サキ：高橋洋子
- 北川サキ（晩年）：田中絹代
- 竹内秀夫：田中健
- おキク：水の江滝子
- おフミ：水原英子
- おヤエ：藤堂陽子
- おタケ：柳川由紀子
- おハナ：中川陽子
- ユキヨ：梅沢昌代
- 太郎造：小沢栄太郎
- モト（太郎造の女房）：神保共子
- 矢島（サンダカンの呉服屋）：砂塚秀夫
- 山本（農業試験所技師）：中谷一郎
- 矢須吉（サキの兄）：浜田光夫
- サト（サキの母）：岩崎加根子
- おカネ（村の女）：牧よし子
- イッちゃん（夜這いの行商）：山谷初男
- ナミ（吉徳商店の老婆）：岸輝子
- 一條実孝：信欣三
- ベナンから帰った女：菅井きん
- 余三郎（女衒）：梅野泰靖
- 村田（サンダカンの写真屋）：江幡高志
- 苅谷俊介、佐川二郎、野中マリ子[1]

## スタッフ
- 監督：熊井啓
- 脚本：広沢栄、熊井啓
- 原作：山崎朋子
- 製作：佐藤正之、椎野英之
- 音楽：伊福部昭
- 撮影：金宇満司
- 美術：木村威夫[1]

## 製作
熊井啓監督は1973年6月に山崎朋子の原作を読み、絶好の素材と感じ、即座に山崎に映画化を申し入れた。山崎は当初、色々の事情から映画化に難色を示していたが、6月17日に熊井が山崎に会って説得し、6月19日に映画化の承諾を得た。
1972年に各映画会社に先立ち、大作一本立て興行の大作主義を打ち出した松竹は、『人生劇場』『花と龍 青雲篇 愛憎篇 怒濤篇』『宮本武蔵』『流れの譜』と年二本の割合で"超大作シリーズ"を打ち出した。中には必ずしも興行的に成功に至らなかったものもあったが、日本映画の大作志向の姿勢を一般大衆に印象付ける役割を果たした。この松竹の試みを具体的に定着させたのが東宝で、1973年の『忍ぶ川』以降、『人間革命』『日本沈没』『華麗なる一族』と、文字通り巨額の製作費を投入して大作を次々にヒットさせ、大作は儲かることを証明した。中でも『日本沈没』は、映画復興ムードを強烈に印象付けるメガヒットで、東宝の1974年秋の大作路線として『沖田総司』とともに映画製作が決定した。映画チラシには製作費2億5,000万円と書かれている。

### 脚本
『朝やけの詩』封切直後の1973年11月上旬、熊井は佐藤正之・椎野英之両プロデューサーを交え、シナリオ化から具体的な製作を開始。まだ正式に東宝・俳優座提携作品と決定する前だったが、脚本第一稿を広沢栄に、美術デザイナーの木村威夫に資料集めを頼んだ。題材が地味なため、この段階では企画は流れる危険性があった。シナリオはおサキ（田中絹代）の現在と青春に焦点を充て、それ以外の部分は思い切って切った。原作では数行のおサキの若き日の南国でのエピソードを拡げ、深化させた。今でいえば中学生の年齢から、ひたすら「女」を売りつけ、あらゆる男に天性の母性を持って接したおサキが、女の喜びと幸福を知ったかに見えたが、男に裏切られ、兄にも女衒にも、夫にも息子にも親戚にも裏切られ、世間にも国家にも見捨てられるが、どんな苦しみに遭っても決して生命を否定しない。他人を憎みもしない。澄んだ純粋な愛で、捨てられた猫を、寄るべない女を包み、遠く離れた息子一家の幸福を祈る。おサキの過去を掘り起こしていくうちに、それは日本近代化のプロセスをティピカルに描くことと重なっていった。
「からゆきさん」の足跡は、北はシベリア、中国、南はフィリピン、マレーシア、ジャワ（シンガポール）、スマトラ（シンガポール）からインド、オーストラリアに及ぶ。この地図は太平洋戦争時に、日本軍が侵略した地域と重なり合う。1974年2月15日脚本第一稿完成、4月1日第二稿完成。

### 製作会見
ロケハン終了後の1974年7月12日、東宝本社で製作発表記者会見があり、佐藤正之・椎野英之プロデューサーと熊井監督が出席。

### キャスティング
晩年の北川サキことおサキに扮する田中絹代は久しぶりの主演で、はた目には異常に見られるほど役に打ち込んだ。娘時代のおサキを演じる高橋洋子と田中は同一人物のため、二人の共演シーンはないが、田中は高橋の芝居をじっと観察し、その延長線上におサキの芝居を研究した。田中は自身の撮影終了後も迎えの車を使わず、熊井はスタッフから撮影所から約800メートルの成城学園前駅まで歩いていると聞いた。小雨が降っているのに傘も差さず、濡れながら歩き、スタッフが傘をさしかけようとしたが、その後ろ姿に近寄りがたい気迫がみなぎり、仕方なく見送ったという。熊井は田中が亡くなる前に親しかった方たちの話から、撮影当時の心境を聞いた。老いているからといって他人から同情を受けたくなかったこと、モデルのおサキさんは映画の通り、当時も天草の辺境のあばら家で猫と暮し、雨が降っても傘を差す余裕すらない極貧の生活を送っていたことで、他人からの思いやりや同情を役づくりのためすべて拒否していたと知った。1973年9月25日、田中の撮影がすべて終了すると田中は「私はこれで、もう死んでも構いません」と言った。
宗教に興味を持つ熊井は、西村雄一郎の親戚で僧侶の弟子丸泰仙に興味を持ち、西村を通じて劇中の後半でサンダカン八番館を訪れる貴族院公爵議員・一条実孝役で弟子丸に出演しないかと交渉し、快諾されていたが、スケジュールの都合でキャンセルされ、代わりに信欣三が一条実孝を演じた。

### 演出
1974年夏、六本木俳優座映画放送で熊井は田中と最初の打ち合わせを行う。田中がおサキをどう演じたらよいかと心配したため、熊井はおサキは『西鶴一代女』で田中が演じたお春と一脈通じるものがあると考え、「お春の二十年後の老境の姿を考えて演技プランを立てたらどうでしょうか」とアドバイスした。田中は熊井に撮影の合間時折、過去を話し、長い女優生活の間に幾度か死を覚悟するまでに追いつめられたことがあると言い、晩年はおサキのように身寄りもなく孤独の中にあった。熊井は最初は戸惑いながら、やがてそこに一種の連帯感が沸き、おサキを自分の分身のように愛しき思い、いつのまにか純粋に一体化したのではないか、と述べている。田中は過去最年長の老婆を演じるに当たり、腕を輪ゴムで締めて血管を浮き出させたり、食事制限を加えたり、匂う色気のようなものを出さないといけないと役作りに没頭した。

### 撮影
脚本第二稿が完成した後、1974年4月5日からメインスタッフでシナハン・ロケハンを兼ね、東マレーシア・サンダカンを訪れ、資料を集めた。帰国後の1974年4月18日から熊本県天草諸島・上島、下島のロケハンを行った。当時のサンダカン娼館町は、美術の木村威夫の膨大な資料と現地調査をもとに何回もデザインを描き、東宝の美術関係者と長時間一体となり、東宝撮影所の大ステージ1,650平方メートルいっぱいに、スパニッシュ瓦やとんとんぶきの屋根などを使い、一番館から九番館まで、往時そのままの娼館町を建設した。当時は「史上最大のセット」というキャッチコピーが打たれた。1974年7月末から8月初めクランクイン。クランクイン間もない1974年8月2日、熊井が撮影所に向かう途中で交通事故に遭い、顔面鼻柱の複雑骨折の重傷を負う。打撲箇所が5ミリか1センチずれていたら即死だったという。1974年9月、天草ロケ。前半の女性史研究家（栗原）がおサキ（田中）と食堂で会い、一緒におサキの家まで訪れるシーンや、回想シーンのおサキ（高橋）がサンダカンへ渡る前夜、30歳を過ぎて単身帰国する場面などが撮影された。本渡市（現・天草市）郊外から天草市、天草郡苓北町と、天草全島を点々とロケ。熊井は娘時代のおサキを演じる高橋洋子にクランクインまでに5キロの減量を命じた。高橋はそれに応え、スリムになって撮影に臨んだが、東宝でのサンダカンのキツいセット撮影を終えてホッとしたのか天草ロケで以前に増して太ってしまった。三谷圭子を演じる栗原小巻には、熊井は「ことさら原作者に似せる必要はない」と指示し、栗原は地のままの栗原小巻を演じる。映画チラシには海外ロケも行われたと書かれている。熊井の交通事故の影響で撮影が大幅に遅れたが、ロケでは好天にも恵まれ、1974年秋クランクアップ。

### 音楽
『帝銀事件 死刑囚』『日本列島』のタイトルバックで、伊福部昭から厳しいクレームを受けていたため、熊井は「今度こそは」と1日がかりで娼館のセットを撮り、伊福部に見せたが、「この映像では、音楽が入りません」と言われた。「どうすればいいのですか?」と聞いたら「クレジットタイトルはラスト・ロールにまとめて下さい。出だしはメインタイトルだけで充分です」と言われた。伊福部はメインタイトルに40秒の短い音楽を付け、その後31分間、音楽なし。おサキが過去を語る回想シーンから、テーマ曲が初めて大河にように流れ出す。

## エピソード
田中絹代はベルリン国際映画祭銀熊賞 (女優賞)の受賞を聞き、熊井に真顔で「あの受賞が決まる前の晩ですね。眠っている私の枕元に、夢で溝口先生が現われるじゃありませんか。ひょっとすると、あの賞は溝口先生が下さったのかも知れませんね。どうお思いですか、熊井さん?」と聞くから、熊井は「そうですよ。きっとそうですよ」と答えたら、田中は満足そうな表情をしたという。

## 作品の評価

### 興行成績
『映画年鑑 1976年版』には「期待が大きかった割にはいま一つ伸びなかった」と書かれている。熊井監督自身も「僕は日本で大ヒットすると思ってたんですが、まあまあでした」、（海外で評判が良かったことから）「これ以後、映画に対する私の考え方もちょっと変わってきた。このような映画も外国でも通用するんだな、と。日本人は日本の映画を作っていればいいんじゃないかな、と思いますね」などと述べている。

## 受賞歴
- 第48回キネマ旬報ベスト・テン
  - 日本映画ベスト・テン第1位
  - 読者選出日本映画ベスト・テン第2位
  - 日本映画監督賞（熊井啓）
  - 主演女優賞（田中絹代、『三婆』と合わせて）
- 第29回毎日映画コンクール女優演技賞（田中絹代、『三婆』と合わせて）
- 第25回ベルリン国際映画祭銀熊賞 (女優賞)（田中絹代）、OCIC賞
- 第48回アカデミー賞外国語映画賞ノミネート